# Раде Милојевић
Радомир Милојевић Раде (Уметић, код Хрв. Костајнице, 20. децембар 1918 — Уметићи, код Хрв. Костајнице, 11. март 1944), учесник Народноослободилачке борбе и народни херој Југославије.

## Биографија
Рођен је 20. децембра 1918. године у Уметићу код Хрватске Костајнице, у сиромашној сељачкој породици.
Бавио се земљорадњом до 1938. године када је уписао подофицирску школу. До капитулације Југославије био је поднаредник у Србији.
Учесник Народноослободилачке борбе је од 1941. године. Септембра исте године отишао је у партизане. Тамо је постао водник, а затим и командир чете. Члан Комунистичке партије Југославије постао је априла 1942. године.
Када је формирана Прва бригада у Хрватској, Раде је ушао у њен састав као командант Четвртог батаљона. Након формирања Треће кордунашке бригаде, постао је њен оперативни официр. Почетком 1943. године постао је командант Другог батаљона Прве бригаде Седме банијске дивизије. Са својим батаљоном учествовао је у Четвртој и Петој непријатељској офанзиви. По повратку на Банију, Раде је постављен за команданта Прве бригаде Седме ударне банијске дивизије.
Опкољен у сукобу са усташама, 11. марта 1944, код родног села, задњим метком си је пуцао у главу да не би жив пао непријатељу у руке.
Указом председника Федеративне Народне Републике Југославије Јосипа Броза Тита, 24. јула 1953. године, проглашен је за народног хероја.